# دفع الفواتير الإلكترونية
يُعد دفع الفواتير الإلكترونية إحدى ميزات الخدمات المصرفية عبر الإنترنت والجوال والهاتف ، مماثلاً لتأثيره على حساب جيرو، مما يسمح لعميل مؤسسة مالية بتحويل الأموال من معاملاتهم أو حساب بطاقة الائتمان إلى دائن أو بائع مثل مصلحة عمومية ، أو متجر أو فرد يضاف إلى حساب محدد. عادةً ما يتم تنفيذ هذه المدفوعات إلكترونيًا كوديعة مباشرة من خلال نظام دفع وطني، يتم تشغيله بواسطة البنوك أو بالاشتراك مع الحكومة. عادةً ما يبدأ الدافع عملية الدفع ولكن يمكن أيضًا إعدادها كخصم مباشر.
بالإضافة إلى تسهيلات دفع الفواتير، ستقدم معظم البنوك أيضًا ميزات مختلفة مع أنظمة دفع الفواتير الإلكترونية الخاصة بها. يتضمن ذلك القدرة على جدولة الدفعات مقدمًا في تاريخ محدد (مناسب للأقساط مثل مدفوعات الرهن العقاري والدعم) ، لحفظ معلومات الفاتورة لإعادة استخدامها في وقت لاحق وخيارات متنوعة للبحث في سجل الدفعات الأخير. في كثير من الحالات، يمكن أيضًا تنزيل بيانات الدفع ومشاركتها مباشرةً في برنامج المحاسبة أو التمويل الشخصي للعميل.

## التاريخ
على الرغم من أن هذه التكنولوجيا كانت متاحة منذ منتصف التسعينيات، إلا أن الانتشار كان بطيئًا في البداية إلى أن زادت إمكانية وصول الأسر إلى الإنترنت. بحلول عام 2000 ، بدأ الاعتماد أنظمة دفع الفواتير الإلكترونية بشكل كبير.

## تأثير
من وجهة نظر المستهلك، يكون الدفع الإلكتروني للفواتير أرخص وأسرع وأكثر ملائمة من كتابة الشيكات وتسليمها وتسويتها. بالإضافة إلى ذلك، على الرغم من وجود قيود، يمكن استخدام مجموعة أكبر من الحسابات المصرفية أو بطاقات الائتمان للدفع الإلكتروني للفواتير.
يتيح استخدام الدفع الإلكتروني للفواتير للشركات إمكانية تتبع مدفوعات العملاء والوصول إلى الأموال بشكل أسرع، مما يؤدي بدوره إلى تحسين التدفق النقدي.
بالنسبة للبنوك، تتمثل مزايا مدفوعات الفواتير الإلكترونية في تقليل تكاليف المعالجة مما يقلل من الأعمال الورقية وزيادة ولاء العملاء. في دراسة أجريت عام 2003 ، قالت البنوك إن «العملاء الذين يدفعون عبر الإنترنت يبدون ولاءً أكبر وهم أكثر تقبلاً للعروض الأخرى».